# Estadio de Antalya
El Estadio de Antalya o Nuevo Estadio de Antalya originalmente llamado Antalya Arena  es un estadio multiusos ubicado en la ciudad de Antalya, Turquía. El estadio fue inaugurado a mediados del año 2015 y posee una capacidad de 33 080 asientos. El recinto es utilizado por el club de fútbol Antalyaspor que disputa la Superliga de Turquía.
En 2010 la ciudad de Antalya decide la demolición del viejo y anticuado Estadio Antalya Atatürk en funciones desde 1965, y la construcción de un nuevo y moderno recinto. Las obras de construcción comenzaron en la primavera de 2013 y se espera este concluido en 2015. En el intertanto el Antalyaspor disputó sus partidos en el Estadio de la Universidad Akdeniz.